# Wasserburg Ruppendorf
Die Wasserburg Ruppendorf ist die Ruine einer Wasserburg im südlichen Teil von Ruppendorf (Beerwalder Straße), einem Ortsteil der Gemeinde Klingenberg im Landkreis Sächsische Schweiz-Osterzgebirge in Sachsen.

## Geschichte
Die Wasserburg entstand frühestens im späten 12. Jahrhundert im Zusammenhang mit dem Weißeritzsiedelzug der Burggrafen von Dohna und wurde erstmals 1350 mit dem Ort Ruppendorf erwähnt, als Heinrich von Reichstaedt (Heinricus de Richenstadt), Lehnsmann der Markgrafen von Meissen, auf der Burg saß.
Nachdem 1402 zum Ende der Dohnaischen Fehde die Burg Dohna gefallen war und die Burggrafschaft aufgelöst war, verlor auch die Burg Ruppendorf ihre Bedeutung als Grenzbefestigung und wurde nur noch als befestigter Hof „curia“ genutzt.
Ab Mitte des 15. Jahrhunderts war die Burg im Besitz der Ritter von Theler und kam 1490 an den herzoglichen Rat Siegfried von Maltitz. 1869 wurde die Burg zum Teil zerstört, das Vorwerk brannte bis auf die Grundmauern nieder und die Steine wurden zum Wiederaufbau landwirtschaftlicher Gebäude genutzt. 1999 restaurierte die Gemeinde Höckendorf Teile der Ruine.

## Beschreibung
Die Burgruine zeigt noch einen Teil der Ummauerung und den runden etwa 12 Meter hohen Bergfried mit Hocheingang, einem Durchmesser von 6,20 Meter und einer Mauerstärke von 1,50 Meter. Später wurde ebenerdig ein Loch in die Turmmauer gebrochen, der umlaufende Wassergraben verfüllt und eine Parkanlage angelegt.